# Trophée Lott
Le trophée Lott (en anglais : Lott Trophy ou Lott IMPACT Trophy) est un prix de football américain universitaire aux États-Unis qui récompense le joueur défensif qui démontre une excellence sportive et une « personnalité de gagnant » symbolisé par l'acronyme IMPACT, c'est-à-dire Integrity, Maturity, Performance, Academics, Community et Tenacity.
Le trophée porte le nom du Defensive Back, Ronnie Lott, ancien joueur des Trojans de l'USC et des 49ers de San Francisco, membre du College Football Hall of Fame et du Pro Football Hall of Fame. Il est décerné par la « Pacific Club IMPACT Foundation » et vise donc à récompenser tout autant le caractère personnel du joueur que son excellence sportive.
Un vote a lieu lors de chaque semaine de compétition de football universitaire et une bourse de 1 000 $ est attribuée à l'Université du gagnant.
Le Conseil d'administration du « Pacific Club IMPACT Foundation » comprend : Ronnie Lott, John Hamilton, Mike Salmon (président), Anthony Salerno (vice-président), Charles Hurst (secrétaire), Kermit Alexander (trésorier), Marcus Allen, Jeff Bitetti, Thomas Brown, Steve Craig, Sam Cunningham, Terry Donahue, Ann Meyers Drysdale, Dick Enberg, Craig Gibson, Frank Gifford, Pat Haden, Jeremy Hogue, Darrell Hoover, Mike Izzi, Karl Jacobs, William Junkin, Dennis Kuhl, Steve Paulin, John Robinson, Jeff Spellens, Joe Tavarez, Peter Ueberroth, Mike White, Philip Wilson et Doug Wride.
Ce conseil peut se reposer sur divers autres conseillers : Peter Arbogast, Steve Atwater, Harris Barton, John Brodie, Brad Budde, Dick Butkus, Mark Carrier, Chuck Cecil, Sam Cunningham, Jack Del Rio, Chris Doleman, Vince Ferragamo, Mike Giddings, Kevin Greene, Rosey Grier, John Hall, Phil Hansen, John Holecek, Ed Hookstratten, Keith Jackson, Tom Holmoe, Jim Jeffcoat, Brent Jones, Henry Jones, Chuck Knox, Willie Lanier, Jim Leonhard, Howie Long, Pat McInally, Mark May, Matt Millen, Joe Montana, Tory Nixon, Ken Norton Jr.,  Mel Owens, Rodney Peete, Clancy Pendergast, Gary Plummer, Rich Saul, Junior Seau, John Seymour, Lynn Swann, Keena Turner.
En 2004, Michelle Armitage de Los Angeles fut chargée de concevoir le trophée. Armitage est une artiste reconnue et possédant une grande expérience en sculpture, peinture et design. Le trophée (de 13" x 14"  x 9" ) est en bronze coulé sur un socle de marbre. Il pèse 50 livres et représente parfaitement l'impact qu'avait Ronnie Lott sur l'équipe adverse. Il définit bien sa capacité légendaire à perturber un jeu dans le but de forcer un turnover ou pour récupérer la possession du ballon. 

## Liste des vainqueurs
| Années | Joueurs              | Positions | Équipes universitaires        |
| ------ | -------------------- | --------- | ----------------------------- |
| 2004   | David Pollack (en)   | LB        | Bulldogs de la Géorgie        |
| 2005   | DeMeco Ryans         | LB        | Crimson Tide de l'Alabama     |
| 2006   | Daymeion Hughes (en) | CB        | Golden Bears de la Californie |
| 2007   | Glenn Dorsey         | NT        | Tigers de LSU                 |
| 2008   | James Laurinaitis    | LB        | Buckeyes d'Ohio State         |
| 2009   | Jerry Hughes         | DE        | Horned Frogs de TCU           |
| 2010   | J. J. Watt           | DE        | Badgers du Wisconsin          |
| 2011   | Luke Kuechly         | LB        | Eagles de Boston College      |
| 2012   | Manti Te'o           | LB        | Fighting Irish de Notre Dame  |
| 2013   | Anthony Barr         | LB        | Bruins de l'UCLA              |
| 2014   | Eric Kendricks       | LB        | Bruins de l'UCLA              |
| 2015   | Carl Nassib          | DE        | Nittany Lions de Penn State   |
| 2016   | Jabrill Peppers      | LB        | Wolverines du Michigan        |
| 2017   | Josey Jewell (en)    | LB        | Hawkeyes de l'Iowa            |
| 2018   | Josh Allen           | LB        | Wildcats du Kentucky          |
| 2019   | Derrick Brown        | DT        | Tigers d'Auburn               |
| 2020   | Paddy Fisher (en)    | LB        | Wildcats de Northwestern      |
| 2021   | Aidan Hutchinson     | DE        | Wolverines du Michigan        |
| 2022   | Will Anderson Jr.    | LB        | Crimson Tide de l'Alabama     |
| 2023   | Junior Colson (en)   | LB        | Wolverines du Michigan        |
| 2024   | Travis Hunter        | CB        | Buffaloes du Colorado         |

## Classement par équipes
| Équipes                       | Nombre de trophées |
| ----------------------------- | ------------------ |
| Wolverines du Michigan        | 3                  |
| Crimson Tide de l'Alabama     | 2                  |
| Bruins de l'UCLA              | 2                  |
| Tigers d'Auburn               | 1                  |
| Eagles de Boston College      | 1                  |
| Golden Bears de la Californie | 1                  |
| Buffaloes du Colorado         | 1                  |
| Bulldogs de la Géorgie        | 1                  |
| Hawkeyes de l'Iowa            | 1                  |
| Wildcats du Kentucky          | 1                  |
| Tigers de LSU                 | 1                  |
| Wildcats de Northwestern      | 1                  |
| Fighting Irish de Notre-Dame  | 1                  |
| Buckeyes d'Ohio State         | 1                  |
| Nittany Lions de Penn State   | 1                  |
| Horned Frogs de TCU           | 1                  |
| Badgers du Wisconsin          | 1                  |